# Manguit
Manguit (en ouzbek : Манғит, en russe : Мангит) est une ville (depuis 1973) d'Ouzbékistan, chef-lieu du district de l'Amou-Daria en Karakalpakie.
La ville se trouve près de la frontière entre l'Ouzbékistan et le Turkménistan.

## Population
Au recensement de 1989, la ville comptait 22 949 habitants et 30 700 habitants en 2004.

## Économie
Les ressources de la ville sont basées sur les fabriques textiles, surtout du coton.